# Grande Cache
Grande Cache egy kisváros Alberta tartományban (Kanada), Edmontontól 425 km-re nyugatra.
Grande Cache mellett található a Smoky River és a Willmore Wilderness Park.
A városnak 2011-ben 4319 lakosa volt.
A várost 1966-ban alapították a közeli szénbánya dolgozóinak. A város építése 1969-ben kezdődött és 1971-re már volt saját kórháza, iskolája, áruháza. A városi státuszt 1983-ban nyerte el. A széntermelés mellett fafeldolgozó üzemet is létesítettek és a turizmus is szerepet játszik a közeli Willmore Wilderness Park-nak köszönhetően.
A város a Sziklás-hegység alatti szubalpin fennsíkra épült. A várost három völgy veszi  körül: a Smoky River, Sulphur River, a Victor Lake déli része és a Grande Cache Lake.
A város repülőtere 24 km-re van a városon kívül.
Három elemi iskola és egy középiskola működik a városban.